# Apno, Cerklje na Gorenjskem
Apno este o localitate din comuna Cerklje na Gorenjskem, Slovenia, cu o populație de 85 de locuitori.